# Teoria nieokreśloności terytorium Polski
Teoria nieokreśloności terytorium Polski lub Teoria przejściowości ziem polskich – koncepcja sformułowana przez Wacława Nałkowskiego, który twierdził, że nie da się w całości ustalić ścisłych granic Polski, zarówno w znaczeniu geograficznym (chociaż np. południową granicą mogłyby być Karpaty), jak i etnograficznym, a immanentną cechą geograficzną ziem polskich jest ich przejściowość.
Przejściowość ta ma charakter dwojaki:
- w znaczeniu komunikacyjnym – jako obszar dogodny komunikacyjnie zarówno ze względów gospodarczych, jak i militarnych
- w znaczeniu klasyfikacyjnym – jako obszar charakteryzujący się zjawiskami występującymi tak na zachodzie, jak i wschodzie Europy. Odmienności te występują na niwie zjawisk geograficznych, geomorfologicznych, hydrologicznych, klimatycznych, przyrodniczych (faunistycznych i florystycznych) oraz etnograficznych i religijnych, a nawet architektonicznych.

Różnice między zachodem a wschodem nie dają podstawy delimitacyjnej, gdyż wobec przejściowości komunikacyjnej, braku południkowych działów orograficznych oraz z powodu ujednostajniającego wpływu południowej części Bałtyku, krainy geograficzne przechodzą jedne w drugie w sposób niepostrzeżony. 
Nałkowski zwrócił również uwagę na to, że w miarę przesuwania się na wschód maleje tempo rozwoju gospodarczego, a kolejne obszary mają charakter coraz bardziej zacofany i rolniczy.
Poglądy Nałkowskiego uznano za posiadające wydźwięk pesymistyczny, wiążąc trudności w obronie polskiego stanu posiadania z brakiem wyraźnych barier fizjograficznych, co czyniło terytorium polskie podatnym na agresję sąsiadów i sugerować mogło wręcz przyrodniczy charakter upadku Rzeczypospolitej. W związku z tym prace Nałkowskiego wywołały żywą polemikę w środowisku polskich geografów. Krytyczne podejście do propozycji Nałkowskiego zaowocowało kolejnymi teoriami polskich geografów: teorią pomostowego położenia Polski Eugeniusza Romera, czy tranzytowego położenia Polski Włodzimierza Wakara; poglądy Nałkowskiego poddał krytyce m.in. Tadeusz Brzeski, a solidaryzował się z nimi Ludomir Sawicki.